# راين فال للعلوم التطبيقية
ألمانيا
جامعة راين-فال للعلوم التطبيقية ((بالألمانية: Hochschule Rhein-Waal)‏) أو HSRW ، هي إحدى الجامعات الألمانية العامة ذات التوجه الدولي والتي تم افتتاحها للفصل الشتاء 2009/2009. يقع حرمها الجامعي في مدينتي كليف وفي كامب-لينتفورت .  سميت الجامعة باسم نهر الراين الألماني ونهر فال الهولندي. اعتبارًا من عام 2018 ، تقدم الجامعة مجموعة متنوعة من البرامج الدراسية للغة الإنجليزية والألمانية من خلال أربع كليات: كلية التكنولوجيا والإلكترونيات الحيوية، وكلية علوم الحياة، وكلية المجتمع والاقتصاد، وكلية الاتصالات والبيئة.

## نظرة تاريخية
نظمت حكومة ولاية شمال الراين - وستفاليا مسابقة لإنشاء ثلاث جامعات جديدة في 28 مايو 2008. كان المتقدمون هم كليف ومدن "We-4" ( Kamp-Lintfort وMoers وNeukirchen وRheinberg ) ، لكن تم تجاهل مفهوم الجامعات المنفصلة. عوضاً عنذلك، تم في نوفمبر 2008 إسناد المسؤولية بشكل مشترك للمدن المتنافسة كليف وكامب لينتفورت، لإنشاء جامعة ثنائية القطب. في أبريل 2009 ، تم تعيين الأستاذ الدكتور ماري لويز كلوتز رئيسًا والأستاذ الدكتور مارتن غوخ نائب رئيس الجامعة. كان تاريخ التأسيس الرسمي للجامعة هو 1 مايو 2009.
في عام 2015 ، تم استبدال الرئيس المؤسس الدكتور ماري كلوتز بالدكتور هايد نادر. منذ عام 2019 ، يدير الدكتور أوليفر لوكر-جروتن مكتب الرئيس.

## روابط خارجية
- الموقع الرسمي